# تزارونا

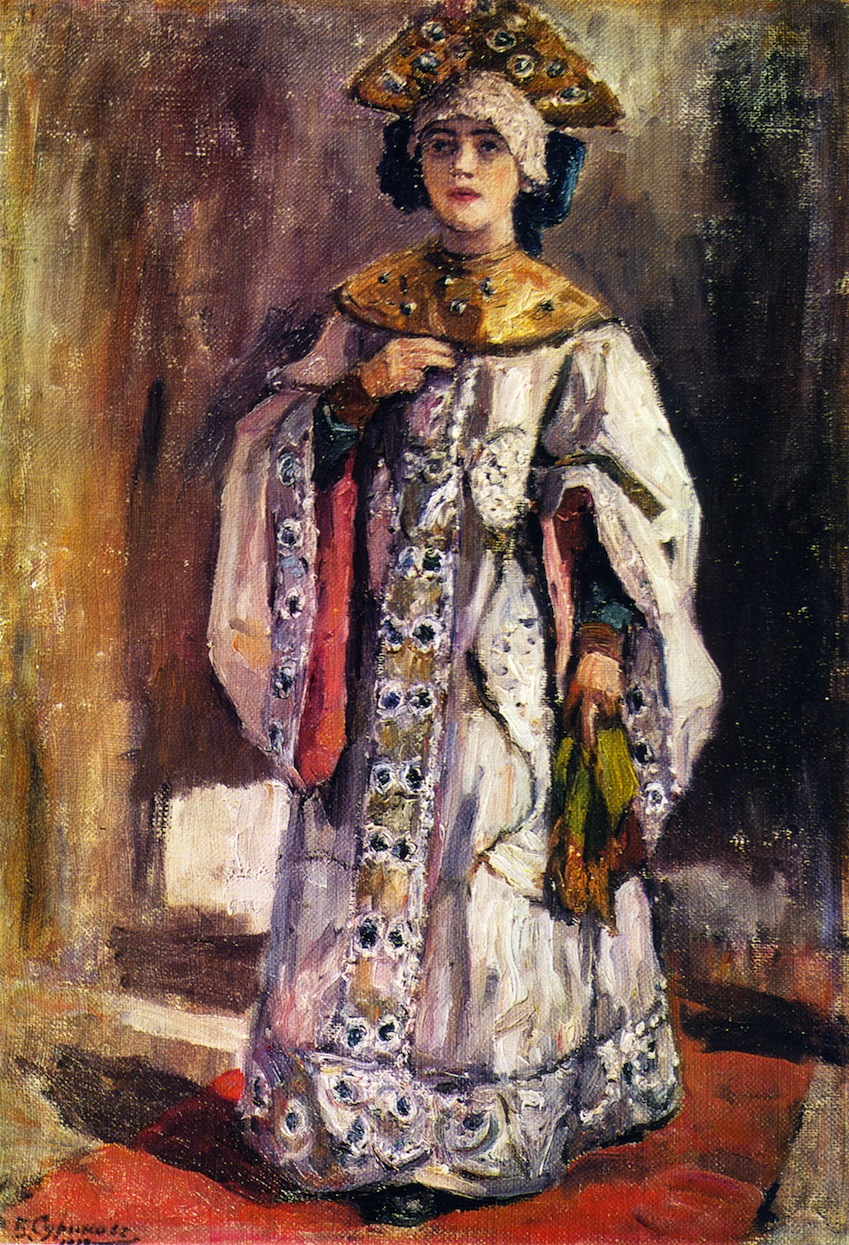
نگارهٔ «تزارونا» اثر واسیلی سوریکف در ۱۹۱۲م

تزارِونا (به روسی: Царевна) به معنای «دختر تزار»، عنوان رسمی دختران تزارها در روسیه تزاری از سال ۱۵۴۷ تا ۱۷۲۱ میلادی بود.
در روسیه، این عنوان بعد از امپراتوری روسیه با «تزسارونا» (به روسی: Цесаревна) که برای همسران تزسارویچ‌ها به‌کار می‌رفت و دوشس بزرگ جایگزین شد. نخستین تزارونای روسیه آنا ایوانووا دختر ایوان مخوف (نخستین تزارونایی که برخلاف دختران تزارهای پیشین از کودکی جان سالم به در برد، کسینیا بوریسوونا دختر بوریس گودونوف بود.) و آخرین آنها آنا پتروونا دختر پتر کبیر بود.